# سیارک ۸۵۵
سیارک ۸۵۵ (به انگلیسی: 855 Newcombia، نامگذاری:1916ZP) هشتصد و پنجاه و پنجمین سیارک کشف شده‌است که در ۳ آوریل ۱۹۱۶ و در رصدخانه سایمیز کشف شد.
قدر مطلق سیارک برابر ۱۱٫۸۰ است.